# Out-4-Fun
Out-4-Fun.com (uitgesproken out for fun en afgekort O4F) was tussen 1998 en 2001 de grootste Vlaamse website ter promotie van fuiven en andere evenementen. De site ging uiteindelijk in 2001 plat door een logistieke fout van de hostingprovider.

## Geschiedenis

### Lancering
Out-4-Fun.com werd opgericht vanuit de vraag naar een goed online platform ter promotie van Vlaamse (studenten)fuiven. Dergelijke websites bestonden, maar waren slecht georganiseerd, niet geautomatiseerd, en zelden up-to-date. De eerste versie van Out-4-Fun ("O4Fv1") kwam in oktober 1998 online, maar bleef een zeer bescheiden succes. Twee maanden later werd O4Fv2 gelanceerd, gebouwd op O4FDB, een eigen DBMS. Met dit stabiele platform, werden de inspanningen vooral op de groeiende populariteit gericht. Langzaamaan werd Out-4-Fun de grootste en belangrijkste fuivensite van Vlaanderen.

### Hoogtijdagen
Met de lancering van O4Fv3 in september 1999 werd de positie van Out-4-Fun.com volledig verstevigd. Heel wat partners (Kozzmozz, Big Brother, Simeoni Events, De Stad Leuven,...) sprongen op de kar, en zowel de inhoud als het aantal bezoekers bloeide open. Ook enkele ex-concurrenten sloten zich aan, en gingen de O4FDB gebruiken.
De komende jaren gingen in stijgende lijn. Tussen 1999 en 2001 gaf men er een gemiddelde van 28 vrijkaarten per week weg via online wedstrijden. Dit leverde de organisatie een aanzienlijke ledendatabank op, en meer dan 7000 abonnees op haar e-zine. Tijdens het absolute hoogtepunt, behaalde de website meer dan 14.000 unieke bezoekers op één dag, wat in 2001 ongezien was voor dit soort websites.

### Einde
In september 2001, bijna dag op dag drie jaar na de stichting, sloeg het noodlot toe. De hostingprovider van de website, het Amerikaanse InterSpeed, verloor per ongeluk een deel van haar gegevens. Toeval wil dat men ook de back-ups verkeerd had genomen en soms zelfs had overschreven! De oprichter spoorde InterSpeed wekenlang tevergeefs aan om te proberen iets te recupereren. Hierdoor ging de klanten- en ledendatabank verloren. De populaire O4Fv5-versie van de website werd hierdoor onbruikbaar, aangezien alles, behalve de fuivenkalender zelf, op deze MySQL-databank gebaseerd was. De eigen O4FDB bleef intact, maar zonder de verloren gegevens vond men niet voldoende motivatie om het geheel weer op te bouwen.

## Het post-O4F-tijdperk

### Goed voor de concurrentie
De concurrenten die in de schaduw van Out-4-Fun.com hadden geleefd, waaronder o.a. Fuifbeest.com en Fuif.com, kregen nu de nodige ademruimte om door te groeien. O4F had jarenlang de volledige online fuivenpromotie gedomineerd, maar door het wegvallen van deze grootste speler, konden de kleinere sites hun deel van de doelgroep veroveren. Het Internet was inmiddels sterk veranderd en zowat alle concurrenten hadden inmiddels ook een geautomatiseerd systeem en een soortgelijke vlotte organisatie.
De Out-4-Fun.com website zelf heeft jarenlang een bericht getoond, waarin kort werd omschreven wat er was gebeurd, gevolgd door de aankondiging dat de site in 2003 terug zou zijn. Later werd dat 2004, en uiteindelijke verdween die boodschap.

## Technisch Kenmerken

### O4FDB
De fuivenkalender was gebaseerd op O4FDB, een zelfgemaakte DBMS. Dit was nodig omdat de toenmalige hosting provider geen enkel databanksysteem aanbood, en klanten er zelf ook geen konden installeren. O4FDB was een embedded DMBS, en hoefde niet te worden geïnstalleerd (kopiëren was voldoende). Het werd geschreven in PERL5 als een CGI. De gegevens zelf bestonden uit één tekstbestand in een bepaald formaat. Hoewel websites van minstens 5 concurrenten ooit tegelijkertijd gebruikmaakten van O4FDB, werd de broncode nooit vrijgegeven. O4FDB is een afkorting voor "Out-4-Fun.com Databank".

### FLIF
Een letterwoord voor "Fuiflisting Inschrijvingsformulier". Dit was de naam van de gehele procedure om een evenement (meestal een fuif) toe te voegen aan de O4FDB. De eerste versie was, net zoals O4FDB, geschreven als een CGI in PERL5, en werd enkel door de website zelf gebruikt. De tweede versie werd gelanceerd met O4Fv4, geschreven in PHP3, en werd gebruikt door alle partners (zijnde ex-concurrenten) die O4FDB gebruikten. FLIF kon worden geïntegreerd in de stijl van de website die het gebruikte. Ook dit was revolutionair onder de Vlaamse websites anno 1999.

## Mogelijke comeback
De website ligt plat sinds 2001 en sinds 2005 is elke boodschap verdwenen. Onder fuiforganisatoren deden geruchten de ronde dat "O4Fv6" in ontwikkeling zou zijn, gebouwd op een nieuwe "O4FDB2" databank die "dezelfde revolutie zou teweegbrengen als O4FDB in 1998 had gedaan". Die geruchten werden echter nooit bevestigd of ontkracht.
Daarnaast zijn er ook feiten:
- De eigenaar van de domeinname heeft tussen 2003 en 2006 verschillende overnameboden afgewezen met de woorden: "ik heb er zelf nog plannen mee".
- Vlak na de val van O4F startte de stichter een eigen webhostingbedrijf. Dit werd gezien als reactie op de slechte ervaring met InterSpeed.